# Miss Mexique
Miss Mexique ou Mexicana Universal auparavant Nuestra Belleza México est le concours de beauté national officiel du Mexique. Il donne le droit à la lauréate et à ses dauphines de concourir à Miss Univers, Miss International, Miss Grand International, Reina Hispanoamericana et Miss Charm International. Le comité du concours est présidé par Lupita Jones, devenue la première Miss Univers originaire du Mexique en 1991.

## Lauréates
Ci-dessous se trouve la liste des lauréates du concours Nuestra Belleza Mexico puis Mexicana Universal, l'État qu'elles représentaient, ainsi que l'année et le classement final de leurs concours respectifs.

### Pour Miss Univers
| Année | Lauréate                          | État                    | Classement        | Photo |
| ----- | --------------------------------- | ----------------------- | ----------------- | ----- |
| 2024  | María Fernanda Beltrán Figueroa   | Sinaloa                 | 2e dauphine       |       |
| 2023  | Melissa Flores Godínez            | Michoacán               |                   |       |
| 2022  | Irma Cristina Miranda Valenzuela  | Sonora                  |                   |       |
| 2021  | Débora Hallal Ayala               | Sinaloa                 |                   |       |
| 2020  | Alma Andrea Meza Carmona          | Chihuahua               | Miss Univers 2020 |       |
| 2019  | Sofía Aragón                      | Jalisco                 | 2e dauphine       |       |
| 2018  | Andrea Toscano                    | Colima                  |                   |       |
| 2017  | Denisse Franco Piña               | Sinaloa                 |                   |       |
| 2016  | Kristal Silva                     | Tamaulipas              | Top 9             |       |
| 2014  | Wendolly Esparza                  | Aguascalientes          | Top 15            |       |
| 2013  | Josselyn Garciglia                | Basse-Californie du Sud |                   |       |
| 2012  | Cynthia Duque                     | Nuevo León              |                   |       |
| 2011  | Karina González                   | Aguascalientes          | Top 10            |       |
| 2010  | Karin Ontiveros Meza              | Jalisco                 |                   |       |
| 2009  | Ximena Navarrete                  | Jalisco                 | Miss Univers 2010 |       |
| 2008  | Karla Carrillo González           | Jalisco                 |                   |       |
| 2007  | Elisa Nájera Gualito              | Guanajuato              | 4e dauphine       |       |
| 2006  | Rosa María Ojeda Cuen             | Sinaloa                 | Top 10            |       |
| 2005  | Priscila Perales Elizondo         | Nuevo León              | Top 10            |       |
| 2004  | Laura Elizondo Erhard             | Tamaulipas              | 3e dauphine       |       |
| 2003  | Rosalva Luna Ruiz                 | Sinaloa                 | Top 15            |       |
| 2002  | Marisol González Casas            | Coahuila                |                   |       |
| 2001  | Ericka Cruz Escalante             | Yucatán                 |                   |       |
| 2000  | Jacqueline Bracamontes Van Hoorde | Jalisco                 |                   |       |
| 1999  | Leticia Murray Acedo              | Sonora                  |                   |       |
| 1998  | Silvia Salgado Cavazos            | Nuevo León              | Top 10            |       |
| 1997  | Katty Fuentes García              | Nuevo León              |                   |       |
| 1996  | Rebeca Tamez Jones                | Tamaulipas              |                   |       |
| 1995  | Vanessa Guzmán Niebla             | Chihuahua               | Top 6             |       |
| 1994  | Luz María Zetina Lugo             | État de Mexico          |                   |       |

### Pour Miss International
| Année | Lauréate                        | État                | Classement              |
| ----- | ------------------------------- | ------------------- | ----------------------- |
| 2023  | Valeria López Villanueva        | Colima              |                         |
| 2023  | Itziá Margarita Garcia Jiménez  | Colima              | Top 7                   |
| 2022  | Yuridia del Carmen Durán Peña   | Nayarit             |                         |
| 2019  | Andrea Isabel Toscano Ramírez   | Colima              | 1re dauphine            |
| 2018  | Nebai Torres Camarena           | Jalisco             | Top 15                  |
| 2017  | Citlaly Higuera López           | Tamaulipas          |                         |
| 2016  | Geraldine Ponce Mendez          | Nayarit             | Top 15                  |
| 2015  | Lorena Sevilla Mesina           | Colima              | Top 10                  |
| 2014  | Vianey Vázquez Ramírez          | Aguascalientes      | Top 10                  |
| 2013  | Lucero Montemayor Gracia        | Nuevo León          |                         |
| 2012  | Jessica García Formenti         | Baja California Sur | Top 15                  |
| 2011  | Karen Higuera Contreras         | Baja California Sur |                         |
| 2010  | Gabriela Palacio Díaz           | Aguascalientes      |                         |
| 2009  | Ana Gabriela Espinoza Marroquín | Nuevo León          | Miss International 2009 |
| 2008  | Lorenza Bernot Krauze           | Morelos             |                         |
| 2007  | Priscila Perales Elizondo       | Nuevo León          | Miss International 2007 |

### Pour Miss Monde
À partir de 2015, un autre comité s’occupe de la représentante pour Miss Monde.
| Année | Lauréate                        | État             | Classement   |
| ----- | ------------------------------- | ---------------- | ------------ |
| 2015  | María Malo                      | Sonora           |              |
| 2014  | Daniela Alvarez                 | Morelos          | Top 11       |
| 2013  | Marilyn Chagoya Triana          | Veracruz         |              |
| 2012  | Mariana Berumen Reynoso         | Guanajuato       | Top 15       |
| 2011  | Gabriela Palacio Díaz de León   | Aguascalientes   |              |
| 2010  | Annabel Solís Sosa              | Yucatán          |              |
| 2009  | Perla Beltrán Acosta            | Sonora           | 1re dauphine |
| 2008  | Ana Gabriela Espinoza Marroquín | Nuevo León       | Top 15       |
| 2007  | Carolina Morán Gordillo         | Colima           | 2e dauphine  |
| 2006  | Karla Jiménez Amezcua           | Puebla           | Top 17       |
| 2005  | Dafne Molina Lona               | Distrito Federal | 1re dauphine |
| 2004  | Yessica Ramírez Meza            | Basse-Californie | Top 15       |
| 2003  | Erika Honstein García           | Sonora           |              |
| 2002  | Blanca Zumárraga Contreras      | Puebla           |              |
| 2001  | Tatiana Rodríguez Romero        | Campeche         |              |
| 2000  | Paulina Flores Arias            | Sinaloa          |              |
| 1999  | Danette Velasco Bataller        | Distrito Federal |              |
| 1998  | Vilma Zamora Suñol              | Guanajuato       |              |
| 1997  | Blanca Delfina Soto Benavides   | Morelos          |              |
| 1996  | Yessica Salazar González        | Jalisco          | Top 10       |
| 1995  | Alejandra Quintero Velasco      | Nuevo León       | Top 10       |

## Titres par État
Ci-dessous se trouve la liste des États du Mexique dont les candidates ont remporté une qualification pour l'un des trois concours de beauté international Miss Univers, Miss Monde, ou Miss International.
| État             | Miss Mexique / Univers       | Miss Mexique / Monde | Miss Mexique / International | Total |
| ---------------- | ---------------------------- | -------------------- | ---------------------------- | ----- |
| Jalisco          | 2001, 2009, 2010, 2011, 2019 | 1996                 |                              | 3     |
| Nuevo León       | 1998, 1999, 2006, 2013       | 1995, 2008           | 2007, 2009                   | 7     |
| Sinaloa          | 2004, 2007, 2017, 2021       | 2000, 2009           |                              | 5     |
| Tamaulipas       | 1997, 2005, 2016             |                      | 2017                         | 3     |
| Sonora           | 2000, 2022                   | 2003                 |                              | 2     |
| Chihuahua        | 1996, 2020                   |                      |                              | 1     |
| Guanajuato       | 2008                         | 1998                 |                              | 2     |
| Distrito Federal |                              | 1999, 2005           |                              | 2     |
| Puebla           |                              | 2002, 2006           |                              | 2     |
| Morelos          |                              | 1997                 | 2008                         | 2     |
| Coahuila         | 2003                         |                      |                              | 1     |
| Mexico           | 1995                         |                      |                              | 1     |
| Yucatán          | 2002                         |                      |                              | 1     |
| Basse-Californie |                              | 2004                 |                              | 1     |
| Campeche         |                              | 2001                 |                              | 1     |
| Colima           |                              | 2007                 |                              | 1     |